# Димитър Тилков (Кърчово)
 Тази статия е за общественика.  За езиковеда вижте Димитър Тилков.  
Димитър Н. Тилков е български просветен деец, общественик и революционер, деец на Вътрешната македоно-одринска революционна организация.

## Биография
Димитър Тилков е роден в мървашкото село Кърчово, тогава в Османската империя. Учителства в Сярско и подпомага издирванията за „Веда Словена“. Преподава като български учител във Валовищко. Присъединява се към ВМОРО.
След Младотурската революция от юли 1908 година става деец на Съюза на българските конституционни клубове и е избран за делегат на неговия Учредителен конгрес от Валовища.